# Richard Pink
Richard Pink (* 29. Juli 1959 in Karlsruhe) ist ein deutscher Mathematiker.

## Karriere
Pink studierte ab 1979 Mathematik in Karlsruhe und in Bonn (Diplom 1985)  und wurde 1989 an der Universität Bonn bei Günter Harder mit der Arbeit Arithmetical compactification of mixed Shimura varieties promoviert. Vorher war er ein Jahr als Gaststudent an der Princeton University. Nach der Promotion war er Assistent in Bonn, wo er sich 1991 habilitierte und im selben Jahr ein Heisenberg-Forschungsstipendium erhielt. Es folgten Tätigkeiten an der Universität Bonn, der  Harvard University, am Max-Planck-Institut für Mathematik in Bonn, an der Universität Utrecht, in Kyoto und Tokio, bevor Pink 1994 Professor an der  Universität Mannheim wurde. Seit 1999 ist er Professor an der ETH Zürich, an der er von 2004 bis 2006 der Mathematischen Fakultät vorstand.
Pink befasst sich mit arithmetischer algebraischer Geometrie und Zahlentheorie, speziell Arithmetik von  Shimura-Varietäten und Kompaktifizierung von Modulräumen, der Topologie und Geometrie der Spurformel von Lefschetz, algebraischen Gruppen, Drinfeldmodulen und ihren Verallgemeinerungen (sowie Drinfeld-Modulformen), Motiven über Funktionenkörpern und kompatiblen Systemen von Galoisdarstellungen insbesondere bei abelschen Varietäten.
Mit Michael J. Larsen fand er 2011 einen vom Klassifizierungstheorem endlicher einfacher Gruppen unabhängigen Beweis für einen Klassifikationssatz endlicher Untergruppen der allgemeinen linearen Gruppe über Körpern beliebiger Charakteristik p. Sie enthalten eine Untergruppe von beschränktem Index die aus einer einfachen Gruppe vom Lie-Typ in Charakteristik p, einer kommutativen Gruppe, deren Ordnung prim zu p ist, und einer p-Gruppe besteht. Sie benutzten dabei Methoden der algebraischen Geometrie und der Theorie linearer algebraischer Gruppen und übertrugen einen Satz von Camille Jordan über Untergruppen der allgemeinen linearen Gruppe von Charakteristik 0 auf endliche Charakteristik p. 2013 erhielt er mit Michael Larsen den E. H. Moore Research Article Prize der AMS für diese Arbeit.
Mit Damian Rössler (Roessler, Professor in Oxford) bewies er die Manin-Mumford-Vermutung für semiabelsche Varietäten über Körpern in beliebiger Charakteristik. Die Vermutung wurde ursprünglich von Michel Raynaud bewiesen. Der Beweis ist von einem modelltheoretischen Beweis von Ehud Hrushovski inspiriert, benutzt aber nur klassische algebraische Geometrie (bis auf ein Resultat von Jean-Pierre Serre, das auf tiefer liegenden Sätzen beruht, das aber von Damian Rössler später durch ein Resultat aus der klassischen Theorie formaler Gruppen ersetzt wurde).
2002 war Richard Pink Vortragender auf dem Internationalen Mathematikerkongress in Peking (On Hrushovski's proof of the Manin-Mumford conjecture, mit Damian Rössler).

## Publikationen (Auswahl)
- On the Calculation of Local Terms in the Lefschetz-Verdier Trace Formula and its Application to a Conjecture of Deligne. In: Annals of Mathematics, Band 135, 1992, S. 483–525.
- mit Michael J. Larsen: On l-independence of algebraic monodromy groups in com-patible systems of representations. In: Inventiones Mathematicae, Band 107, 1992, S. 603–636.
- mit Michael J. Larsen: Determining representations from invariant dimensions. In: Inventiones Mathematicae, Band 102, 1990, S. 377–398.
- mit Michael J. Larsen:  Abelian varieties, ℓ-adic representations and ℓ-independence. In: Mathematische Annalen, Band 302, 1995, S. 561–579.
- l-adic algebraic monodromy groups, cocharacters, and the Mumford-Tate conjecture. In: Journal für die reine und angewandte Mathematik, Band 495, 1998, S. 187–237.
- On Weil restriction of reductive groups and a theorem of Prasad. In: Mathematische Zeitschrift, Band 248, 2004, S. 449–457.
- Geometric Methods in Algebra and Number Theory (= Progress in Mathematics. Band 235). 2005, ISBN 0-8176-4349-4, A Combination of the Conjectures of Mordell–Lang and André–Oort, S. 251–282, doi:10.1007/0-8176-4417-2_11 (englisch).
- mit Michael J. Larsen: Finite subgroups of algebraic groups. In: Journal of the AMS, Band 24, 2011, S. 1105–1158. (Online)